# 1861
1861 (MDCCCLXI) fue un año común comenzado en martes según el calendario gregoriano.

## Acontecimientos

### Enero
- 1 de enero: en México, Benito Juárez conquista la Ciudad de México.
- 3 de enero: en el marco de la Guerra civil de Estados Unidos, el Estado de Delaware vota no separarse del resto del país.

### Febrero
- 7 de febrero: en aguas de Alicante (España), el inventor Narciso Monturiol realiza pruebas satisfactorias del submarino Ictíneo I, aunque el inventor no consigue apoyo oficial.
- 9 de febrero: Jefferson Davis es elegido presidente de los Estados Confederados de América.
- 16 de febrero: en la isla indonesia de Sumatra se registra un fuerte terremoto de 8,5 causando un tsunami devastador que deja miles de muertos.
- 18 de febrero: en Montgomery (Alabama), Jefferson Davis es nombrado presidente provisional de los estados confederados.
- 19 de febrero: en Rusia, el zar Alejandro II abole la servidumbre.
- 21 de febrero: se funda Mariehamn, la capital de Åland.[1][2]

### Marzo
- 4 de marzo: 
  - En los Estados Unidos, Abraham Lincoln toma posesión como presidente. Es el primer presidente republicano de la historia del país.
  - En Vérgina (Macedonia), el arqueólogo francés León Heuzey realiza las primeras excavaciones. Descubre un palacio y una tumba.
- 17 de marzo: en Roma, con la unificación del país casi completa, Víctor Emanuel II, rey de Piamonte, Saboya y Cerdeña, asume el título de rey de Italia.
- 20 de marzo: la provincia argentina de Mendoza es destruida por un terremoto de 7,2, dejando un saldo de entre 6.000 y 12.000 muertos. Fue el más mortífero de la historia del país hasta el terremoto de 1944 que dejó 10.000 muertos.

### Abril
- 5 de abril: acercamiento del cometa C/1861 G1 (Thatcher) a la tierra.

- 12 de abril: en los Estados Unidos comienza la Guerra civil con el asalto a Fort Sumter.
- Se funda el Departamento del Tolima.

### Mayo
- 17 de mayo: en Inglaterra se funda la Caja Postal de Ahorros, primera entidad de esa clase en el mundo.

### Junio
- 28 de junio: en España se produce la sublevación campesina de Loja, primer movimiento campesino contemporáneo en la historia de España.

### Julio
- 1 de julio: en Roma se publica la primera edición del diario L'Osservatore Romano.
- 17 de julio: se promulgó la ley de suspensión de pagos de 1861 de México.
- 18 de Julio: en Montevideo se funda el Montevideo Cricket Club
- 21 de julio: en los Estados Unidos se libra la primera batalla de Bull Run en la Guerra Civil de Estados Unidos.
- 31 de julio: en Cherrapunyi, Megalaia (India), a lo largo de este mes de julio se registró el récord mundial de la lluvia más abundante en un mes: 9300 mm. También se registra el récord mundial de la lluvia más abundante en un año (desde el 1 de agosto de 1860): 26 461 mm.

### Septiembre
- 17 de septiembre: en el sur de la provincia de Santa Fe (Argentina) se libra la batalla de Pavón en el marco de la guerra civil, provoca la caída de la Confederación Argentina y la unificación del país bajo la égida del partido unitario, con capital en Buenos Aires.

### Octubre
- 12 de octubre: Bartolomé Mitre ocupa de facto la presidencia de Argentina.
- 31 de octubre: se firma la Convención de Londres entre España, Francia y el Reino Unido como respuesta a la ley de suspensión de pagos de 1861 de México (véase 17 de julio aquí arriba).

### Noviembre
- 6 de noviembre: en los Estados Unidos, en el marco de la Guerra civil, Jefferson Davis es elegido presidente de los Estados Confederados de Norteamérica.
- 22 de noviembre: a 80 km al oeste de Rosario (Argentina), poco antes de la medianoche, las tropas porteñas unitarias del militar uruguayo Venancio Flores, enviadas por el general Bartolomé Mitre, pasan a degüello a 300 soldados federales argentinos en la matanza de Cañada de Gómez. Entre los sobrevivientes se encuentran José Hernández, Rafael Hérnández y Leandro N. Alem.

### Diciembre
- 1 de diciembre: en México Benito Juárez ocupa la presidencia por segunda ocasión.
- 26 de diciembre: Un terremoto de 6,7 sacude el golfo de Corinto en Grecia provocando un tsunami que deja 20 muertos y 126 heridos.

### Fechas desconocidas
- La República Dominicana se reintegra por voluntad propia en la Corona Española.

## Arte y literatura
- Fiodor Dostoievski: Humillados y ofendidos.
- 10 de noviembre: según el libro Cazadores de sombras: Los orígenes (2007), nace William Herondale, el cazador de sombras en Gales.

## Ciencia y tecnología
- El antropólogo francés Paul Broca (1824-1880) descubre la localización cerebral del centro del lenguaje, conocido hoy en día como «área de Broca».
- Wilhelm Lillieborg (1816-1908) describe por primera vez la ballena gris (Eschrichtius robustus).
- John Stuart Mill publica "El gobierno representativo".
- James Clerk Maxwell desarrolla un método para ver fotografías en color mediante la superposición de filtros de color rojo, azul, amarillo; obteniendo de esa forma la primera fotografía cromática permanente, mediante la técnica denominada aditiva.

## Nacimientos

### Febrero
- 13 de febrero: Pío Romero Bosque, político, abogado y presidente salvadoreño (f. 1935).
- 25 de febrero: Santiago Rusiñol, pintor español (f. 1931).
- 25 de febrero: Rudolf Steiner, ocultista, esoterista y curandero austrocroata, autodenominado clarividente, fundador de la antroposofía (f. 1925).

### Abril

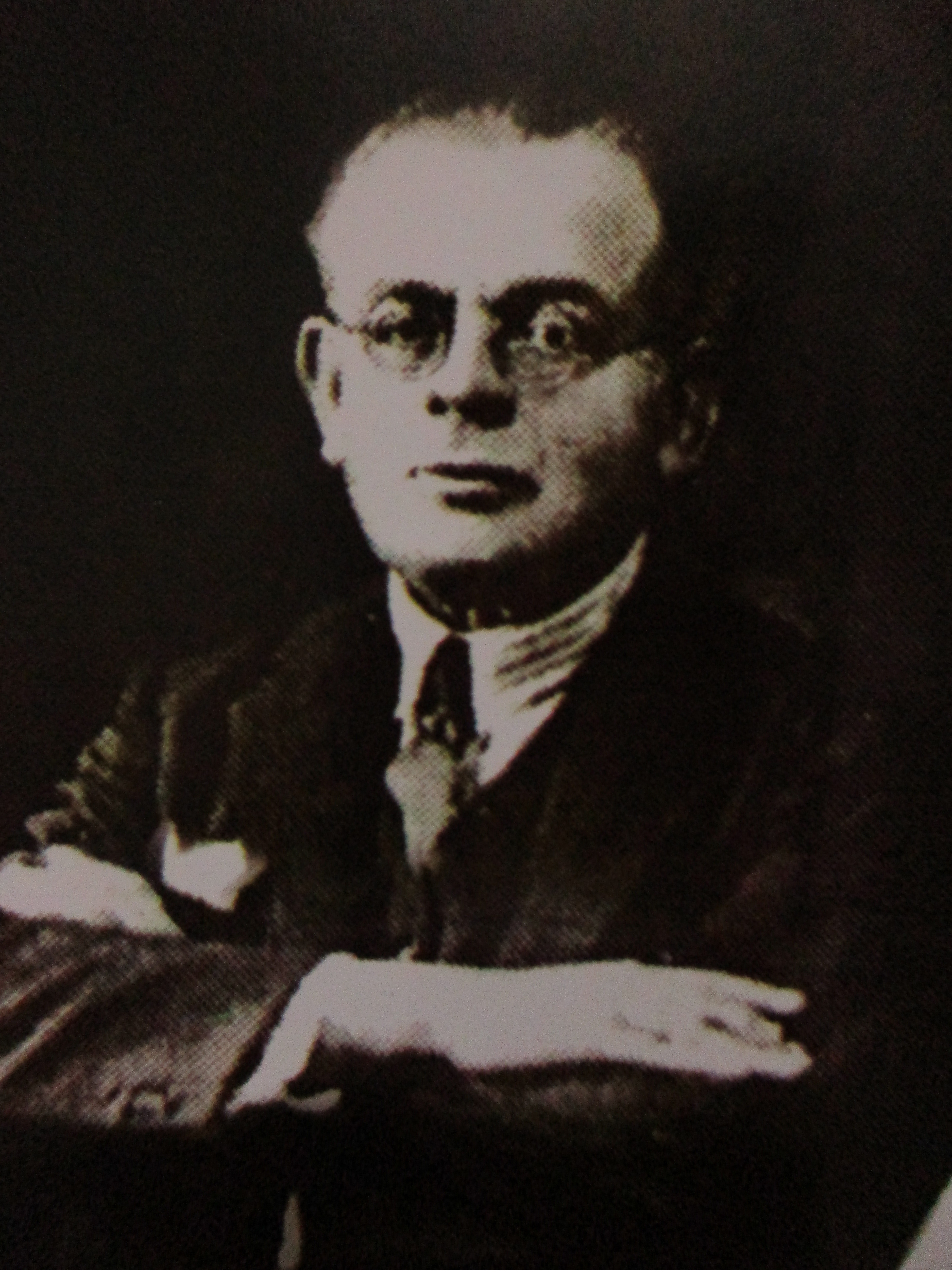
Genaro Herrera; intelectual peruano.

- 6 de abril: Stanislas de Guaita, poeta francés (f. 1897).
- 8 de abril: Genaro Herrera, erudito peruano (f. 1989).
- 23 de abril: Ricardo Mella, teórico anarquista español (f. 1925).

### Mayo
- 7 de mayo: Rabindranath Tagore, escritor indio, premio nobel de literatura en 1913 (f. 1941).
- 19 de mayo: Nellie Melba, cantante australiana de ópera (f. 1931).

### Junio
- 15 de junio: Ernestine Schumann-Heink, cantante estadounidense de ópera, de origen austriaco (f. 1936).
- 9 de junio: Pierre Duhem, médico, matemático e historiador francés (f. 1916).
- 19 de junio: José Rizal, médico, escritor y héroe nacional filipino (f. 1896).
- 20 de junio: Frederick Gowland Hopkins, bioquímico británico, premio nobel de medicina en 1929 (f. 1947).
- 29 de junio: Pedro Figari, pintor, abogado, escritor y periodista uruguayo (f. 1939).

### Agosto
- 3 de agosto: Michel Verne, escritor y editor francés (f. 1925).
- 15 de agosto: Luis Menéndez Pidal, pintor y decorador español (f. 1932).

### Octubre
- 10 de octubre: Claudio Williman, político y presidente uruguayo (f. 1934).
- 10 de octubre: Fridtjof Nansen, explorador y político noruego, premio nobel de la paz en 1922 (f. 1930).

### Noviembre
- 16 de noviembre: Georgina Febres Cordero, religiosa venezolana (f. 1925).

### Diciembre
- 8 de diciembre: William C. Durant, empresario estadounidense, fundador de General Motors (f. 1947).
- 8 de diciembre: George Méliès, cineasta francés (f. 1947).
- 15 de diciembre: Pehr Evind Svinhufvud, político finlandés, presidente entre 1931 y 1937 (f. 1944).
- 16 de diciembre: Antonio de la Gándara, pintor, pastelista y dibujante hispanofrancés (f. 1917).
- 20 de diciembre: Ivana Kobilca, pintora realista eslovena (f. 1926).
- 24 de diciembre: Scott Joplin, compositor y pianista estadounidense (f. 1917).
- 24 de diciembre: Antonio Rodríguez Martínez (el Tío de la Tiza), músico y compositor español (f. 1912).

### Fechas desconocidas
- Desideria Ocampo, mujer guatemalteca (f. 1910), exesposa del dictador Manuel Estrada (1857-1924).

## Fallecimientos

### Enero
- 2 de enero: Friedrich Wilhelm IV, rey prusiano (n. 1795).
- 19 de enero: Josefa Acevedo de Gómez, escritora colombiana (n. 1803).

### Febrero
- 16 de febrero: Samuel Lovett Waldo, pintor estadounidense (n. 1783).

### Marzo
- 14 de marzo: Louis Niedermeyer, compositor y profesor franco-suizo (n. 1802).

### Abril
- 8 de abril: Elisha Graves Otis, inventor estadounidense (n. 1811).
- 11 de abril: Francisco González Bocanegra, poeta y dramaturgo mexicano (n. 1824).
- 14 de abril: Gabriel Antonio Pereira, presidente uruguayo (n. 1794).

### Junio
- 13 de junio: Henry Gray (34), anatomista y cirujano británico (n. 1827).
- 29 de junio: Elizabeth Browning, poetisa británica (n. 1806).

### Julio
- 4 de julio: Francisco del Rosario Sánchez, abogado, político y activista dominicano, «padre de la Patria» (n. 1817).

### Agosto
- 2 de agosto: Sidney Herbert, político y aristócrata británico, aliado y consejero de Florence Nightingale (n. 1810).
- 27 de agosto: Rita Pérez de Moreno, activista independentista mexicana, esposa de Pedro Moreno (n. 1779).

### Diciembre
- 14 de diciembre: Alberto de Sajonia-Coburgo-Gotha, consorte de la reina Victoria I del Reino Unido (n. 1819).